# Flik 4
La Fliegerkompanie 4 (abbreviata in Flik 4) era una delle squadriglie della Kaiserliche und Königliche Luftfahrtruppen.

## Storia

### Prima guerra mondiale
La squadriglia fu formata prima ancora dello scoppio della prima guerra mondiale. Il comandante divenne il capitano Bernard Matthias, che fu in seguito sostituito dal capitano Miroslav Navratil. Dopo lo scoppio della prima guerra mondiale, fu inviata sul fronte serbo e la sua base era a Rogatica. Il 23 giugno 1915 fu trasferita sul fronte italiano sempre al comando dell'Hptm Mathias Bernath e tra i suoi piloti vi era Camillo Perini, all'aeroporto di Aisovizza con 1 Rumpler B.I e 3 Lloyd C.I (modello precedente del Lloyd C.II) per la 5ª Armata o 5ª Armeekommando (5º Comando d'Armata) di Svetozar Borojević von Bojna sul Fronte dell'Isonzo.
Nell'ambito della Quarta battaglia dell'Isonzo il 19 novembre il Capitano Guido Tacchini, il Tenente Domenico Bolognesi, il cap. Maffeo Scarpis ed il Te. Francesco Baracca dell'8ª Squadriglia da ricognizione e combattimento fanno precipitare un Albatros B.I del pilota korporal Adolf Veselic e dell'osservatore Ten. Ludwig Riesenecker ferito nelle linee austro-ungariche ed il 25 novembre il Feldpilot Hauptmann Matthias Bernath ottenne la prima vittoria aerea austro-ungarica con un velivolo da caccia Fokker A.III 03.51 contro un ricognitore italiano dell'11ª Squadriglia da ricognizione e combattimento.
Il 18 febbraio 1916, Heinrich Kostrba a bordo del Fokker Eindecker numero di serie 03.51, riportò tre vittorie confermate, di cui due condivise con altri piloti. Durante un bombardamento di rappresaglia su Lubiana, Luigi Bailo muore, insieme al tenente colonnello Alfredo Barbieri, in un combattimento in volo sulla Selva di Tarnova con un trimotore della 1ª Squadriglia Caproni ed un altro bombardiere della 4ª Squadriglia Caproni viene attaccato da due Fokker tra cui quello Kostrba, viene costretto ad atterrare vicino a Merna in territorio austriaco.
L'11 ottobre, dopo la segnalazione di bombardieri nemici era in pattugliamento sopra Lucinico il Sergente Mario Stoppani abbatte l'Hansa-Brandenburg C.I 61.72 vicino a Biglia (Merna-Castagnevizza), ferendo il mitragliere korporal Gustav Weiser che riesce a tornare nelle proprie linee, in condivisione con il Tenente Luigi Olivi della 76ª Squadriglia caccia.
Il 23 ottobre Olivi nel pomeriggio abbatte un avversario, caduto, anch’esso come il precedente, presso il campo nemico di Biglia. Questi era un Brandenburg che poco prima aveva costretto all’atterraggio un Caudron italiano; attaccati dal Nieuport i due membri dell’equipaggio furono colpiti: l’osservatore morì poco dopo l’atterraggio forzato dietro le proprie linee, mentre l’artiglieria italiana apriva il fuoco per distruggere il velivolo. Bela Pecsely, leutnant ungherese, è la nuova vittima ed il zugsfuhrer Josef Franke il pilota che si salva.
Nell'ottobre del 1916, si sposta vicino a Vipacco al comando dell'Oblt Alfons Veljacic con 5 Brandenburg C I e nel maggio-giugno 1917 era ad Aidussina con 5 Hansa-Brandenburg C.I. 
Il 3 giugno Luigi Olivari con il Sergente Giulio Poli della 70ª Squadriglia caccia abbattono il Brandenburg C.I 129.41 sul Monte San Marco di Gorizia, il Tenente Gastone Novelli (aviatore) dell'81ª Squadriglia aeroplani abbatte un biposto Hansa-Brandenburg C.I e Flavio Torello Baracchini su Nieuport 11 abbatte il Brandenburg C.I 129.02 ad oriente di Vertoiba.
Dopo la riorganizzazione della forza aerea nel luglio del 1917, diventa da bombardamento ed il suo nome cambiò in Flik 4D ed il 18 agosto 1917 torna a 
Wippach nell'Isonzo Armee al comando dell'Hptm Oskar Lestin con 5 Brandenburg C I e 1 Hansa-Brandenburg D.I.
Al 24 ottobre del 1917 la Flik 4/D era ancora a Wippach nell'Isonzo Armee al comando dell'Hptm Lestin e partecipò alla conquista nella Battaglia di Caporetto. Nel giugno 1918 fu trasferita alla 6ª Armata e fu schierata dall'aeroporto di Gaiarine nella Battaglia del solstizio. Alla fine del 1918, diventa da ricognizione (Photoaufklärer-Kompanie) e fu ribattezzata Flik 4P. 
Al 15 ottobre 1918 era a Gajarine con 4 Ufag C.I.
Dopo la guerra, l'intera aviazione austriaca fu sciolta.
Tra le sue file vi era l'asso Kostrba che con l'unità consegue 3 vittorie.